# Yōichi Nukumizu
Youichi Nukumizu (温水洋一?, Nukumizu Youichi; Miyazaki, 19 giugno 1964) è un attore giapponese.
Ha iniziato la sua carriera nella seconda metà degli anni '80 in teatro, per poi sempre più partecipare a pellicole cinematografiche e dorama in ruoli di supporto a fianco dei giovani idol protagonisti.

## Filmografia

### Televisione
- Amagi Goe (TBS, 1998)
- Kyumei Byoto 24 Ji (Fuji TV, 1999, ep7)
- Prison Hotel (TV Asahi, 1999)
- Majo no jōken (TBS, 1999)
- Quiz (TBS, 2000)
- Joshiana (Fuji TV, 2001)
- Yome wa mitsuboshi (TBS, 2001)
- Wedding Planner (Fuji TV, 2002)
- Keiji Ichiro (TBS, 2003)
- Dokushin 3 (TV Asahi, 2003)
- Boku no Mahou Tsukai (NTV, 2003)
- Yankee Bokou ni Kaeru (TBS, 2003)
- Fire Boys (Fuji TV, 2004)
- Fugoh Keiji (TV Asahi, 2005, cameo)
- Last Present (TV Asahi, 2005)
- Haruka 17 (TV Asahi, 2005, ep3)
- Slow Dance (Fuji TV, 2005)
- Densha Otoko (serie televisiva) (Fuji TV, 2005)
- Onna no Ichidaiki: Koshiji Fubuki as the Takarazuka publishing editor (Fuji TV, 2005)
- Honto ni Atta Kowai Hanashi Soko ni Iru! (Fuji TV, 2006)
- Galcir (NTV, 2006)
- Top Caster (Fuji TV, 2006, ep2)
- El Poporazzi ga Yuku!! (NHK, 2006)
- Densha Otoko Deluxe (Fuji TV, 2006)
- Kiraware Matsuko no Issho (TBS, 2006)
- Sailor Fuku to Kikanju (TBS, 2006, ep1&6)
- Chibi Maruko-Chan (Fuji TV, 2006)
- Waraeru Koi wa Shitakunai (TBS, 2006)
- Erai Tokoro ni Totsuide Shimatta! (TV Asahi, 2007)
- Enka no Joou (NTV, 2007)
- Kaette Kita Jikou Keisatsu as Kendo Kiyohiko (TV Asahi, 2007, ep1)
- Kiseki no Dobutsuen 2007 (Fuji TV, 2007)
- Yama Onna Kabe Onna (Fuji TV, 2007)
- Dondo Bare (NHK, 2007, ep89-91)
- Wachigaiya Itosato (TBS, 2007)
- Hadaka no Taisho Horoki (Fuji TV, 2007)
- Deru Toko Demasho! as Shizuka Kamei (Fuji TV, 2007)
- Ashita no Kita Yoshio (Fuji TV, 2008, ep3-5)
- Camouflage Jinseitte Uso Mitai (WOWOW, 2008)
- Loss Time Life (Fuji TV, ep4, Overtime ep)
- Shukan Maki Yoko (TV Tokyo, 2008)
- Monster Parent (Fuji TV, 2008)
- Furuhata Chugakusei (Fuji TV, 2008)
- Odaiba Tantei Shuchishin Hexagon Satsujin Jiken (Fuji TV, 2008, guest)
- Tonsure (NTV, 2008)
- Koi no Kara Sawagi Drama Special Love Stories V (NTV, 2008)
- Anmitsu Hime 2 (Fuji TV, 2009)
- BOSS (Fuji TV, 2009)
- Welcame (NHK, 2009)
- Chichi yo, Anata wa Erakatta (TBS, 2009)
- TROUBLEMAN (TV Tokyo, 2010)
- Tsuki no Koibito (Fuji TV, 2010)
- Kikoku (TBS, 2010)
- Mori no Asagao (TV Tokyo, 2010)
- Ojiichan wa 25-sai (TBS, 2010, ep2)
- Yamato Nadeshiko shichi henge (serie televisiva)
- Meitantei Conan - Kudō Shin'ichi e no chōsenjō - Kaitori densetsu no nazo (YTV, 2011)
- BOSS 2 (Fuji TV, 2011)
- Shiawase ni Narou yo (Fuji TV, 2011, ep5,7)
- Furusato ~Musume no Tabidachi~ (Fuji TV, 2011)
- Nazotoki wa Dinner no Ato de (Fuji TV, 2011, ep3)
- Hitori Shizuka (WOWOW, 2012)
- Tokyo Zenryoku Shojo (NTV, 2012)
- Houkago wa Mystery Totomo ni (TBS / 2012) - Toshiyuki Kadokura (ep.3)
- Koisuru Hae Onna (NHK / 2012) - Tetsuro Komori
- Furueru Ushi (WOWOW / 2013) - Takashi Komatsu
- Sodom no Ringo (WOWOW / 2013) - Toshimichi Horita
- Meshibana Keiji Tachibana (TV Tokyo / 2013) - Konno
- Nanatsu no Kaigi (NHK / 2013)
- Marry Me! (マリーミー!?) (2020)

### Cinema
- Ijo no Hitobito: Densetsuno Nijino Sankyodai, regia di Ryô Iwamatsu, Masayuki Suô (1993)
- 119, regia di Naoto Takenaka (1994)
- Ningen Isu, regia di Toshiyuki Mizutani (1997)
- Ikinai, regia di Hiroshi Shimizu (1998)
- Mamotte agetai, regia di Yoshinari Nishikôri (2000)
- Go, regia di Isao Yukisada (2001)
- Dodge-a-Go-Go!, regia di Mitsuhiro Mihara (2002)
- Tokyo Noir, regia di Masato Ishioka, Naoto Kumazawa (2004)
- Yume no naka e, regia di Sion Sono (2005)
- Shichinin no Tomurai, regia di Duncan (2005)
- Kame wa Igai to Hayaku Oyogu, regia di Satoshi Miki (2005)
- Fly, Daddy, Fly, regia di Izuru Narushima (2005)
- Always: Sunset on Third Street (Always - 3chome no Yuhi), regia di Takashi Yamazaki (2005)
- Damejin, regia di Satoshi Miki (2006)
- Lovely Complex (Love Com), regia di Kitaji Ishikawa (2006)
- Otoko wa Sore wo Gaman Dekinai, regia di Mitsuo Shindô (2006)
- Mayonaka no Shojo-tachi, regia di Kei Horie, Ryuichi Saeki (2006)
- Saido ka ni Inu, regia di Kichitarô Negishi (2007)
- Pacchigi! Love & Peace, regia di Kazuyuki Izutsu (2007)
- High School Debut (Kôkô debyû), regia di Tsutomu Hanabusa (2011)
- Fly! Heibon na kiseki, regia di Masahiro Kondô (2011)
- Hoshi Mamoru Inu, regia di Tomoyuki Takimoto (2011)
- Abudakuti, regia di Yûdai Yamaguchi (2013)
- Taigâ masuku, regia di Ken Ochiai (2013)
- Pekorosu no haha ni ai ni iku, regia di Azuma Morisaki (2013)
- Mugiko-san to (麦子さんと), regia di Keisuke Yoshida (2013)
- Neko zamurai, regia di Takeshi Watanabe, Yoshitaka Yamaguchi (2014)
- 25, regia di Tsutomu Kashima (2014)
- Ritoru foresuto: Fuyu/Haru, regia di Jun'ichi Mori (2015)
- Miracle: Debikuro-kun no koi to mahô, regia di Isshin Inudô (2015)
- Ayashii kanojo, regia di Nobuo Mizuta (2016)
- Owatta hito, regia di Hideo Nakata (2018)